# Pachyminixi sumichrasti
Pachyminixi sumichrasti är en stekelart som först beskrevs av Henri Saussure 1875.  Pachyminixi sumichrasti ingår i släktet Pachyminixi och familjen Eumenidae. Inga underarter finns listade i Catalogue of Life.